# Jack Guest
John Schofield "Jack" Guest (ur. 28 marca 1906 w Montrealu, zm. 12 czerwca 1972 w Toronto) – kanadyjski wioślarz, srebrny medalista olimpijski.
Wystąpił na igrzyskach olimpijskich w Amsterdamie w 1928 roku, gdzie wspólnie z Josephem Wrightem zdobył srebrny medal w dwójce podwójnej. W finale walkę o złoto przegrali o 9,6 sekundy z Amerykanami. Na tej samej imprezie został zgłoszony do startu w jedynkach i ósemkach, jednak ostatecznie nie wystartował. 
Po zakończeniu kariery był działaczem sportowym, zajmując między innymi stanowisko prezydenta Don Rowing Club w Mississauga w latach 1938-1952. Opiekował się kanadyjskimi ekipami na igrzyskach olimpijskich w Melbourne (1956), igrzyskach Imperium Brytyjskiego i Wspólnoty Brytyjskiej w Perth (1962) oraz igrzyskach Imperium Brytyjskiego i Wspólnoty Brytyjskiej w Kingston (1966). Ponadto był dyrektorem Kanadyjskiego Komitetu Olimpijskiego.
W 1969 Guest został pierwszym Kanadyjczykiem wybranym na członka Międzynarodowej Federacji Wioślarskiej (FISA).